# 王亮 (南朝)
王亮（5世纪—510年），字奉叔，琅邪临沂人，南朝人，晋丞相王导的六世孙。

## 生平

### 南朝宋年间
祖父王偃，曾任职南朝宋右光禄大夫，赠开府仪同三司。父王攸，曾任南朝宋太宰中郎，赠给事黄门侍郎。
王亮因是名家子弟，在宋末得选尚公主，拜驸马都尉、秘书郎。

### 南朝齐年间
累迁南朝齐高帝子桂阳王萧铄文学、高帝孙南郡王萧长懋友、秘书丞。齐武帝永明年间，与秘书监谢朏造《四部书目》，共一万八千一十卷。武帝子竟陵王萧子良开西邸，请才俊组成士林馆，让画工画像，王亮也参与。迁中书侍郎、大司马从事中郎，出为衡阳太守，因南方地势低下潮湿，辞不就官，迁给事黄门侍郎。不久拜晋陵（属南徐州，广陵东南）太守。在任上，清廉公正有美政。时晋陵令沈巑之性粗疏，经常说话犯王亮家讳，王亮不堪忍受，于是请求他人取代沈巑之。沈巑之怏怏，说：“下官因犯讳被代，不知明府讳。若为攸字，是‘无骹尊傍犬’（“猷”字）吗？还是‘犬傍无骹尊’（‘猶’字）？是有心攸（‘悠’字）？还是无心攸（‘攸’字）？请求告诉。”王亮不穿鞋下床赤脚跑了，沈巑之抚掌大笑而去。
萧鸾做宰相时，闻其政绩，赞美他，引为领军长史，很是称赞结纳。萧鸾即位为齐明帝后，累迁王亮为太子中庶子，尚书吏部郎，行事有条理有次序，迁侍中。建武末年，为吏部尚书。
永泰元年（498年），明帝杀宗室高帝子河东王萧铉等，指使侄扬州刺史始安王萧遥光、高帝孙临川王萧子晋、武帝孙竟陵王萧昭胄、太尉陈显达、尚书令徐孝嗣、右仆射沈文季、尚书沈渊、沈约、王亮奏萧铉等罪行请求诛杀，又不认同，众人再奏，才认同。
当时尚书右仆射江祏管朝政，多所进拔，为士子所归。王亮因选官职责所在，常持异议。鲍几家贫，因母亲年老，拜访王亮求官，王亮一见就嗟叹赞赏，举为舂陵令。起初王亮还未担任吏部郎时，因江祏是明帝表弟，和他很交好，江祏称赞他，使得他更被明帝所器重，后来他就疏远了江祏。这时，江祏又与他亲密如初。永元元年（499年）江祏伏诛，群小梅虫儿、茹法珍等用事，凡所除拜的官员，都缘于内宠，王亮不能制止，外表似乎周详审慎，其实没有明鉴，其所选官其实拘泥于资历次第，当世不认为这些官员有能力。列校任昉因奉承梅虫儿，被任为中书郎，去感谢王亮，王亮曰：“卿应该谢梅（虫儿），怎么忽然谢我。”任昉羞惭而退。后王亮累次加官至通直散骑常侍、太子右卫率、中护军。十月，王亮以通直散骑常侍吏部尚书、领太子左卫率被任为尚书左仆射。皇帝东昏侯任意残杀，酷刑肆行，王亮依附取悦，最终免于被杀。同年，王亮加授侍中、丹阳尹。王亮闻后军行参军周舍之才而高兴，辟为主簿，政事多委之。后王亮又被加封为一千五百户开国县侯。
朝议欲以领右军将军出监南徐州陆慧晓为侍中，王亮说：“济、河需要人，如今咱且从朝廷借出，以镇南兖州。”“如今朝廷很弱，应该拒敌为上。”于是以陆慧晓为辅国将军、南兖州刺史，加督。
徐孝嗣被诛后，王亮堂兄太子詹事、中领军王莹总管朝政，夺取徐孝嗣住宅，取徐孝嗣封号枝江县侯封自己。王亮说：“此非盛德也。”王莹怒言自己当初不为徐孝嗣赏识之事，时人都说他失德。王亮当朝，虽然素来和王莹关系不好，但时常想引王莹与自己同事，迁王莹尚书左仆射，尚未拜官，雍州刺史萧衍起兵到新林，朝廷内外百官都在路上相迎，那些不能脱身的人也派人从小路表态效忠，只有王亮不派人。东昏侯以囚徒配军，于朱雀门内每天斩一百余人。王亮苦谏，东昏侯不从。兼卫尉张稷、辅国将军王珍国参与杀害东昏侯后，召王亮等成列坐于殿前西钟下，商议欲立湘东嗣王萧宝晊为新帝，时任领军王莹建议咨问征东将军（即萧衍），张稷也同意了迎接萧衍，王亮默然，于是众臣遣国子博士范云等带着东昏侯的首级出使石头城迎接萧衍。城内安定后，大家只推举王亮为首。王亮、王莹等数人出见萧衍，作揖。朝士都到了，唯有王亮在后，穿着裙子和鞋。萧衍说：“人跌倒了却不去扶，这种宰相有什么用？”王亮答：“若其可扶，明公岂有今日之举！”萧衍没有怪罪他。萧衍开霸府，以王亮为大司马长史、抚军将军、琅琊清河（属青冀州，靠近魏齐边境）二郡守。萧衍被封为梁公，王亮以使持节兼太尉授萧衍相国、扬州牧印绶及梁公玺绂。萧衍授王亮侍中，中兴二年（502年）正月，守尚书令，固辞不拜，于是被任为侍中、中书监，兼尚书令。

### 南朝梁年间
四月，萧衍受禅建立南朝梁，史称梁武帝，王亮以兼太保、中书监、兼尚书令奉皇帝玺绂。武帝迁王亮为侍中、尚书令、中军将军，引参佐命，封豫宁县公，邑二千户。
天监元年（502年）八月，武帝制定《梁律》，以王亮、时任侍中王莹、时任尚书仆射沈约、时任吏部尚书范云、长兼侍中柳恽、给事黄门侍郎傅昭、通直散骑常侍孔蔼、御史中丞乐蔼、太常丞许懋等参议断定，定为二十篇。
二年（503年）正月，转左光禄大夫，侍中、中军将军如故。当年，正月初一朝廷会见各国宾客时，王亮称病不登殿，却在别省设宴，谈笑自若。数日后，梁武帝诏公卿问讯，王亮面无病容，乐蔼奏其大不敬，商议判处他弃市。武帝下诏削其爵，废为庶人。
尚书左丞范缜曾与王亮同台为郎，有交情，不给亲戚钱财，只给王亮。四年（505年），范缜趁武帝设宴华光殿求谠言（正直慷慨之言）时为王亮说情，称“司徒谢朏本有虚名，陛下却提拔他；前尚书令王亮颇有政体，陛下却抛弃他”，武帝闻言变了脸色，范缜固执不已，“我不拜访其他人，只拜访王亮；不把钱给其他人，只给王亮”，武帝不悦。时任御史中丞的任昉弹劾范缜，得诏准，武帝下诏诘问范缜十条，极言王亮之过失。范缜因而被徙广州。《南史》认为范缜始终刚直，为王亮得罪也不足为怪。王亮闭门不通宾客，丧母后居丧尽礼。
八年（509年），诏起用为秘书监，不久加通直散骑常侍，数日后迁太常卿。九年（510年）正月，转中书监，加散骑常侍，五月卒，诏赙钱三万，布五十匹。谥曰炀子。
王亮获罪时，故人都不与他来往，只有周舍顾念旧恩。王亮死后，周舍又亲自料理其丧葬，为世人所称赞。

## 评价
- 《梁书》：王亮生活在乱世时，权势地位都显现了。他对于取舍的把握，怎么会和微子、箕子、比干三位仁者如此不同呢！等到拥护新朝建立，承蒙宽容的政治，成为辅助帝王创业的大臣，他本来就会在心里感到惭愧。他自取废弃败亡，不算不幸。《易经》说：“不是自己应该凭借的东西却凭借了，自己一定会招致危险。”王亮仕途的进退失当，主要是他失去了应该凭借的，可惜啊！[1]
- 《南史》论曰：奉光（王莹字）、奉叔，并得官成齐代，而亮自着寒松（比喻坚贞的节操），固为优矣。[2]

## 延伸阅读
[在维基数据编辑]
 《梁書/卷16》，出自姚思廉《梁書》